# لورينزو لولو
لورينزو لولو (بالإيطالية: Lorenzo Lollo) (8 ديسمبر 1990 بكرارا في إيطاليا - ) هو لاعب كرة قدم إيطالي في مركز الوسط. لعب مع فيورنتينا ونادي سبيزيا ونادي كاربي.

## روابط خارجية
- لورينزو لولو على موقع قاعدة بيانات كرة القدم.إي يو (الإنجليزية)
- لورينزو لولو على موقع Soccerway.com (الإنجليزية)
- لورينزو لولو على موقع عالم كرة القدم.نت (الإنجليزية)
- لورينزو لولو على موقع AS.com (الإسبانية)